# Sinfonía n.º 8 (Mahler)

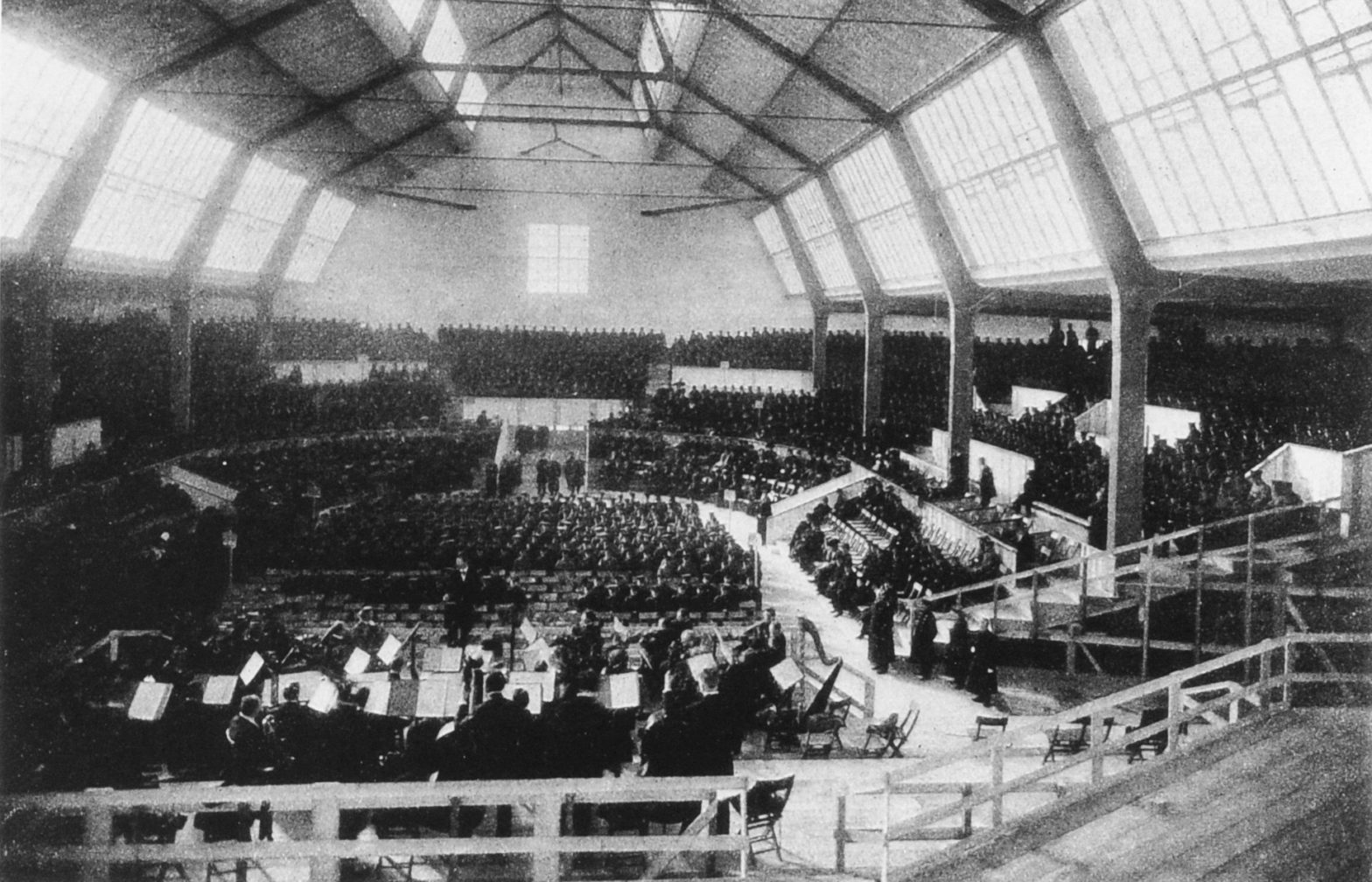
Múnich, septiembre de 1910. Último ensayo para el estreno absoluto de la Octava Sinfonía de Mahler, en el Neue Musik-Festhalle.

La Sinfonía n.º 8 en mi bemol mayor de Gustav Mahler es una de las obras corales de mayor escala del repertorio orquestal clásico. Debido a que requiere una enorme cantidad de instrumentistas y coralistas, con frecuencia se la denomina «Sinfonía de los mil», aunque la obra a menudo se interpreta con menos de mil intérpretes y el propio Mahler no aprobó dicho sobrenombre. La pieza fue compuesta en un único periodo de inspiración, en Maiernigg (villa) en el sur de Austria en el verano de 1906. Fue la última obra que Mahler estrenó en vida y contó con un gran éxito de crítica y público cuando la dirigió en el estreno absoluto en Múnich, el 12 de septiembre de 1910.
La fusión de la canción y la sinfonía había sido una característica de las primeras obras de Mahler. En su período «medio» de composición a partir de 1901, un cambio de rumbo lo llevó a producir tres sinfonías puramente instrumentales —la 5.ª, 6.ª y 7.ª—. La Octava, que marca el final del período «medio», vuelve a una combinación de orquesta y voz en un contexto sinfónico. La estructura de la obra no es convencional; en lugar de seguir la estructura normal en varios movimientos, la obra se divide en dos partes. La primera parte se basa en el texto latino de un himno cristiano del siglo IX para Pentecostés, Veni Creator Spiritus («Ven, Espíritu Creador»), y la segunda parte es un arreglo de las palabras de la escena final del Fausto de Goethe. Las dos partes están unificadas por una idea común, la de la redención a través del poder del amor, unidad transmitida mediante temas musicales comunes.
Mahler estaba convencido desde el principio de la importancia de la obra, al renunciar al pesimismo que había marcado gran parte de su música, ofreció la Octava como una expresión de confianza en el eterno espíritu humano. En el período tras la muerte del compositor, las interpretaciones fueron relativamente poco comunes. Sin embargo, desde la mitad del siglo XX en adelante, la sinfonía ha sido programada con regularidad en las salas de conciertos de todo el mundo y se ha grabado en muchas ocasiones. Sin dejar de reconocer su amplia popularidad, los críticos modernos tienen opiniones contrapuestas sobre la obra, algunos encuentran su optimismo poco convincente y consideran que es artística y musicalmente inferior a otras sinfonías de Mahler. Sin embargo, también ha sido comparada con la Novena Sinfonía de Beethoven como una declaración de la definición humana de su siglo.

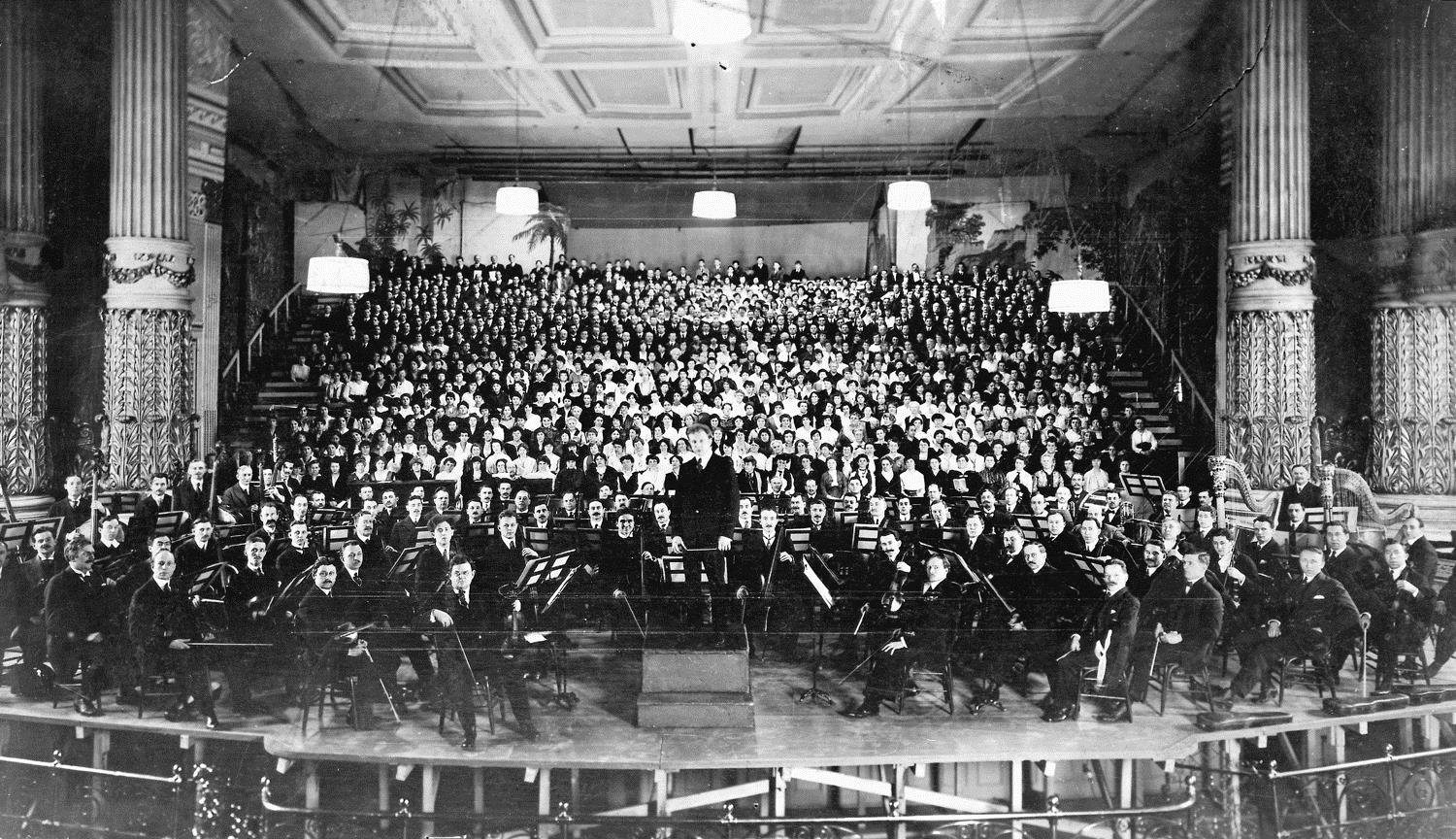
Estreno en Estados Unidos (1916), por parte de la Orquesta de Filadelfia y coros, bajo la dirección de Leopold Stokowski (1068 músicos en total).

## Historia

### Antecedentes

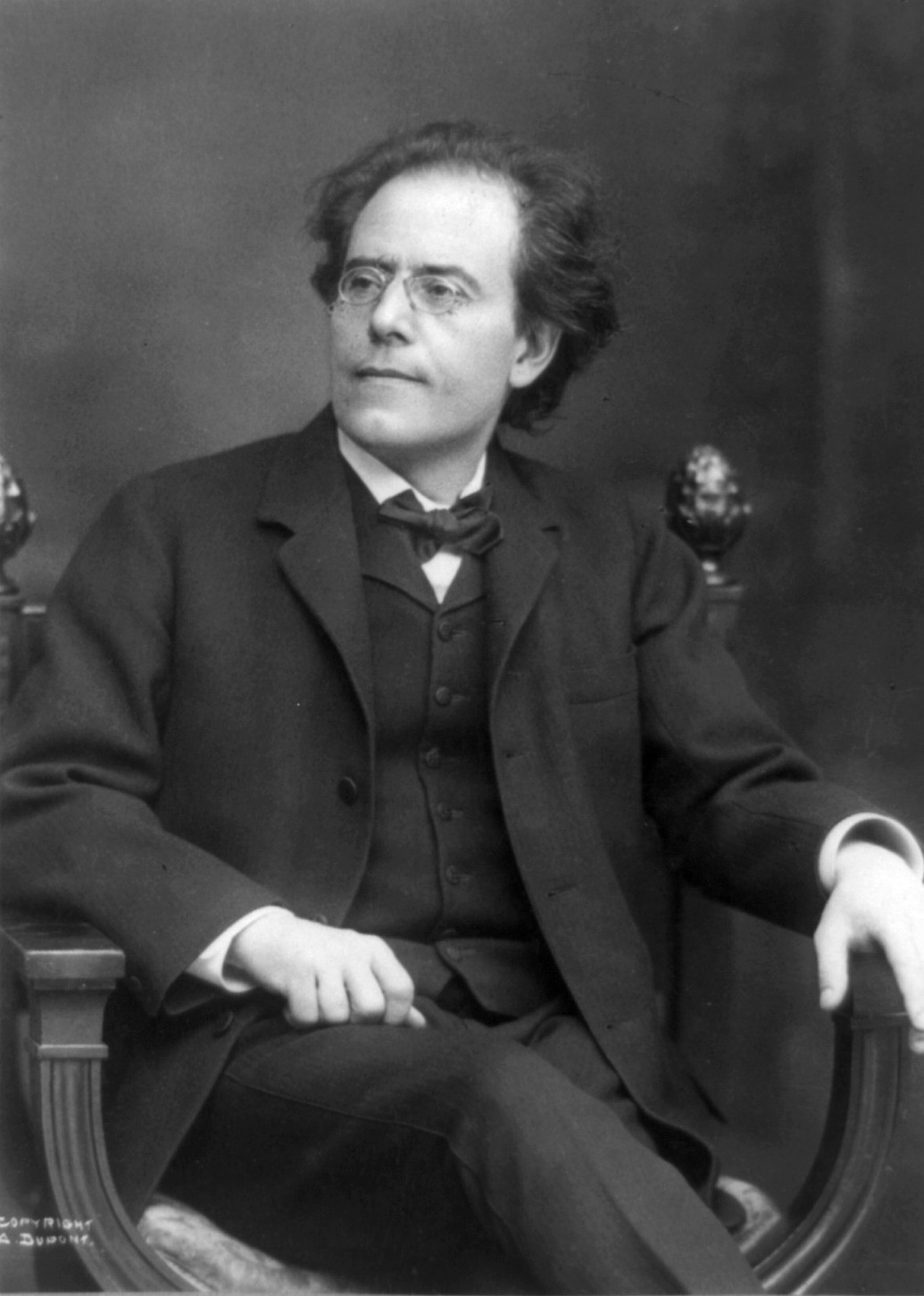
Gustav Mahler en 1909.

Hacia el verano de 1906, Mahler llevaba ya nueve años como director de la Ópera de la Corte de Viena (Wiener Hofoper en alemán). Como cada verano, desde entonces, se marchaba de Viena cuando finalizaba la temporada del Hofoper, dedicándose en cuerpo y alma a la composición. Desde 1899, este refugio había estado en Maiernigg, cerca de la ciudad turística de Maria Wörth en Carintia, al sur de Austria, donde construyó un chalet con vistas al lago Wörthersee. En este relajante entorno completó su Cuarta, Quinta, Sexta y Séptima sinfonías, los Rückert-Lieder y su ciclo de canciones Kindertotenlieder (Las canciones a la muerte de los niños).
Hasta 1901, las composiciones de Mahler habían estado fuertemente influidas por la colección de canciones populares alemanas titulada Des Knaben Wunderhorn (El cuerno mágico del niño), con las que tuvo el primer contacto hacia 1887. La música de los numerosos arreglos sobre los Wunderhorn se refleja en su Segunda, Tercera y Cuarta sinfonías, las cuales emplean efectivos vocales así como instrumentales. Sin embargo, desde aproximadamente 1901, su música se sometió a un cambio en carácter a medida que avanzaba hacia el periodo «medio» de su vida compositiva. Es aquí donde los poemas de Friedrich Rückert, más austeros, reemplazan la colección Wunderhorn a modo de influencia principal; dichas canciones están menos relacionadas con el folclore y se infiltran de manera menos amplia en los temas de las sinfonías que antes. Durante este periodo se escriben la Quinta, Sexta y Séptima sinfonías, todas ellas obras puramente instrumentales, descritas por el estudioso de Mahler Deryck Cooke como «más severas y directas, [...] con más tensión sinfónica y una orquestación sólida como el granito».
En junio de 1906, Mahler llevó consigo a Maiernigg el borrador manuscrito de su Séptima Sinfonía, con la intención de revisar la orquestación hasta que surgiera una idea para una nueva obra. Alma Mahler, la esposa del compositor, explica en sus memorias que, durante quince días, Mahler estuvo «perseguido por el espectro de una inspiración infructuosa»; sin embargo, según recuerda el propio Mahler, el primer día de vacaciones fue capturado por el espíritu creativo, y se sumergió de inmediato en la composición de la obra que se convertiría en su Octava Sinfonía.

### Composición
Dos notas del puño y letra de Mahler con fecha de junio de 1906 muestran que los primeros planes para la obra, la cual no tenía pensado hacer como una sinfonía coral en su totalidad, estaban basados en una estructura de cuatro movimientos en la cual dos «himnos» rodean un núcleo instrumental. Estos esquemas evidencian que Mahler tenía clara la idea de empezar con el himno latino, pero no había decidido la forma precisa del resto. La primera nota decía lo siguiente:
1. Himno: Veni Creator
2. Scherzo
3. Adagio: Caritas («Amor cristiano»)
4. Himno: Die Geburt des Eros («El nacimiento de Eros»)[10]

La segunda nota incluye esbozos musicales para el movimiento del Veni Creator y dos compases en si menor que se cree que están relacionados con el Caritas. El esquema en cuatro movimientos se mantiene en una forma ligeramente diferente, aún sin una indicación específica de la extensión del elemento coral:
1. Veni Creator
2. Caritas
3. Weihnachtspiele mit dem Kindlein («Juegos de Navidad con el niño»)
4. Schöpfung durch Eros. Hymne («Creación a través de Eros. Himno»)[10]

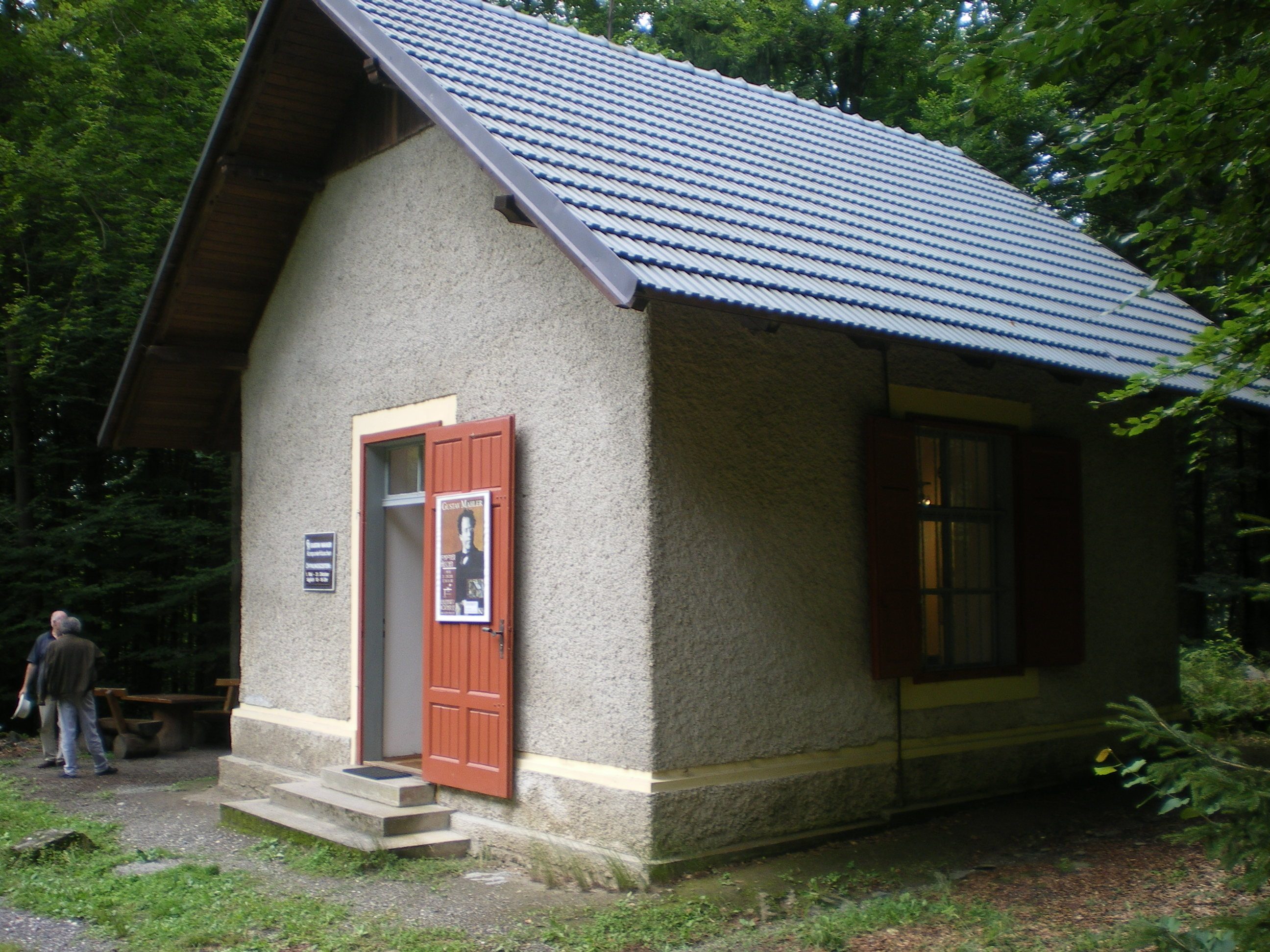
La casita que Mahler usaba para componer situada en Maiernigg, donde compuso la Octava Sinfonía a lo largo del verano de 1906.

De los últimos comentarios de Mahler sobre la gestación de la sinfonía, es evidente que el esquema en cuatro movimientos duró relativamente poco. Pronto reemplazaría los últimos tres movimientos por una única sección, esencialmente una cantata dramática, basada en la escena final del Fausto de Goethe y la Parte II incluiría la descripción de un ideal de redención a través de la feminidad eterna (das Ewige-Weibliche). Mahler aspiró durante mucho tiempo a poner al final de Fausto una música épica, «de manera bastante distinta al resto de compositores que lo habían hecho empalagoso y débil». En comentarios grabados por su biógrafo Richard Specht, Mahler no menciona en ningún momento el esquema en cuatro movimientos que tenía pensado en un principio. Le contó a Specht que habiéndose encontrado por casualidad con el himno Veni Creator, tuvo una visión repentina de la obra al completo: «Vi la pieza entera inmediatamente ante mis ojos y sólo tuve que escribirla como si me fuese dictada».
La obra fue escrita a un ritmo frenético, «en tiempo récord», según el musicólgo Henry-Louis de La Grange. Se completó lo esencial hacia mediados de agosto, ello a pesar de que Mahler tuvo que ausentarse durante una semana para asistir al Festival de Salzburgo. Mahler empezó a componer el himno Veni Creator sin esperar a que el texto le llegara de Viena. Una vez llegó, de acuerdo con Alma Mahler, «el texto completo encajaba con la música perfectamente. De manera intuitiva él había compuesto la música para las estrofas completas [versos]». Aunque se realizaron algunas correcciones y cambios en la partitura, apenas hay evidencias de que se hubieran reescrito páginas o hecho modificaciones radicales, a diferencia de anteriores sinfonías al ser preparadas para los ensayos previos al estreno. La sinfonía está dedicada a «su querida mujer Alma María».
Con el uso de elementos vocales durante toda la composición, más que en episodios al final o cerca de él, la obra fue la primera sinfonía completamente coral en escribirse. Mahler no tuvo dudas sobre el carácter innovador de la sinfonía, calificándola como la cosa más grande que había hecho, y mantenía que todas sus sinfonías anteriores no eran más que un preludio de la misma. «Traten de imaginar el universo entero empezando a sonar y resonar. Ya no hay voces humanas, sino planetas y soles girando». Fue su «regalo a la nación [...] un gran portador de alegría».

### Efectivos instrumentales y vocales

#### Orquesta
La sinfonía está escrita para una orquesta muy grande, de acuerdo con la concepción de Mahler de la obra como un «nuevo universo sinfónico», una síntesis de sinfonía, cantata, oratorio, motete y lied en una combinación de estilos. La Grange comenta al respecto: «Para expresar su visión cósmica, era [...] necesario ir más allá de los límites y dimensiones anteriormente conocidos». Los efectivos orquestales que se precisan son, sin embargo, no tan numerosos como los desplegados en el oratorio Gurre-Lieder de Arnold Schönberg, completado en 1911, o la Primera Sinfonía «Gótica» de Havergal Brian. La sección de viento-madera para la Octava consiste en dos flautines (uno doblando la quinta flauta), cuatro flautas, cuatro oboes, un corno inglés, tres clarinetes en si bemol, al menos dos requintos en mi bemol, un clarinete bajo en si bemol, cuatro fagotes y un contrafagot. La sección de viento-metal comprende ocho trompas, cuatro trompetas, cuatro trombones, tuba y un conjunto «situado aparte» de cuatro trompetas (la primera puede ser doblada) y tres trombones. Los efectivos de percusión consisten en dos juegos de timbales, platillos, bombo, gong, triángulo y campanas tubulares de registro grave. Mahler también añadió un carillón durante los ensayos finales. También se incluyen otros instrumentos: un órgano, un armonio, un piano (también añadido a posteriori durante los ensayos), dos arpas (aunque cuatro serían convenientes), una celesta y al menos una mandolina (pero preferiblemente varias). Mahler sugirió que, en salas muy grandes, el primer instrumento de cada sección de viento-madera fuera doblado y que los efectivos en la sección de cuerdas también se incrementaran.

#### Efectivos vocales y corales
Los efectivos corales y vocales comprenden dos coros SATB, un coro de niños y ocho solistas: tres sopranos, dos contraltos, tenor, barítono y bajo. En la Parte II los solistas representan papeles dramáticos del texto de Goethe, tal y como se muestra en la tabla siguiente.
| Tipo de voz       | Papel             | Solistas del estreno, 12 de septiembre de 1910 | Descripción |
| ----------------- | ----------------- | ---------------------------------------------- | --- |
| Primera soprano   | Magna Peccatrix   | Gertrude Förstel (Ópera de Viena)              | La pecadora que perfumó los pies de Cristo en la casa del fariseo (Evangelio según San Lucas, capítulo 7). |
| Segunda soprano   | Poenitentium      | Martha Winternitz-Dorda (Ópera de Hamburgo)    | Una penitente, llamada Margarita, a la cual en vida Fausto tan cruelmente agravió. |
| Tercera soprano   | Mater Gloriosa    | Emma Bellwidt (Fráncfort)                      | La Virgen María. |
| Primera contralto | Mulier Samaritana | Ottilie Metzger (Ópera de Hamburgo)            | La mujer samaritana, que Jesús conoció en el pozo (Evangelio según San Juan, capítulo 4). |
| Segunda contralto | Maria Aegyptiaca  | Anne Erler-Schnaudt (Ópera de Múnich)          | María de Egipto, santa patrona de las penitentes, que vivió los últimos cincuenta años de su vida como ermitaña en el desierto cerca del río Jordán.                                                                                          |
| Tenor             | Doctor Marianus   | Felix Sensius (Berlín)                         | El alma transformada de Fausto. |
| Barítono          | Pater Ecstaticus  | Nicola Geisse-Winkel (Ópera de Wiesbaden)      | Anacoreta santo que está meditando acerca de su camino hacia la comprensión divina. Se encuentra en un nivel elevado de comprensión y ha adquirido la habilidad de flotar en el aire arriba y abajo, de ahí que tenga una tesitura más aguda. |
| Bajo              | Pater Profundus   | Michael Mayer (Ópera de Viena)                 | Es otro ermitaño santo, que se encuentra a un nivel más bajo de comprensión, por ello tiene voz de tesitura grave. |

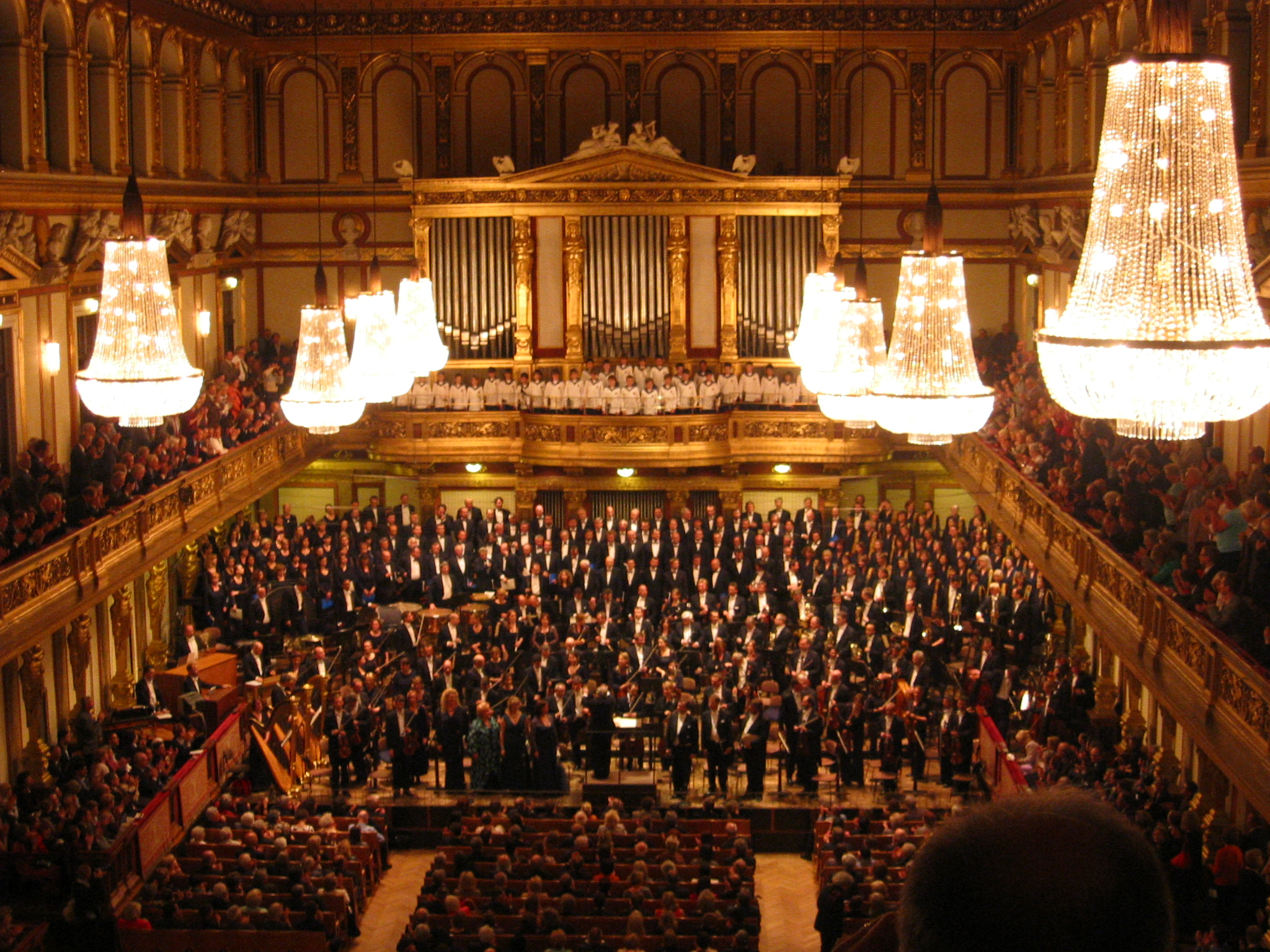
La Staatskapelle Berlin (Orquesta Estatal de Berlín), con la Wiener Singverein, el Coro filarmónico eslovaco y los niños cantores de Viena, dirigidos por Pierre Boulez, tras interpretar la sinfonía en la Musikverein de Viena (2009).

La Grange llama la atención sobre la tesitura notablemente alta para las sopranos, para los solistas y cantantes del coro. El personaje de Mater Gloriosa interviene sólo durante veinticinco compases, pero Mahler lo consideró lo suficientemente importante como para asignarle un papel por separado en el estreno, debido a la especial pureza de su voz. Describe los solos de contralto como cortos y sin complicaciones; sin embargo, el papel solista del tenor en la Parte II es extenso y exigente a la vez, requiriendo en varias ocasiones ser oído por encima de los coros. Los amplios saltos melódicos del papel del Pater Profundus suponen un exigente reto para el bajo solista.

### Recepción e historia de las interpretaciones

#### Estreno

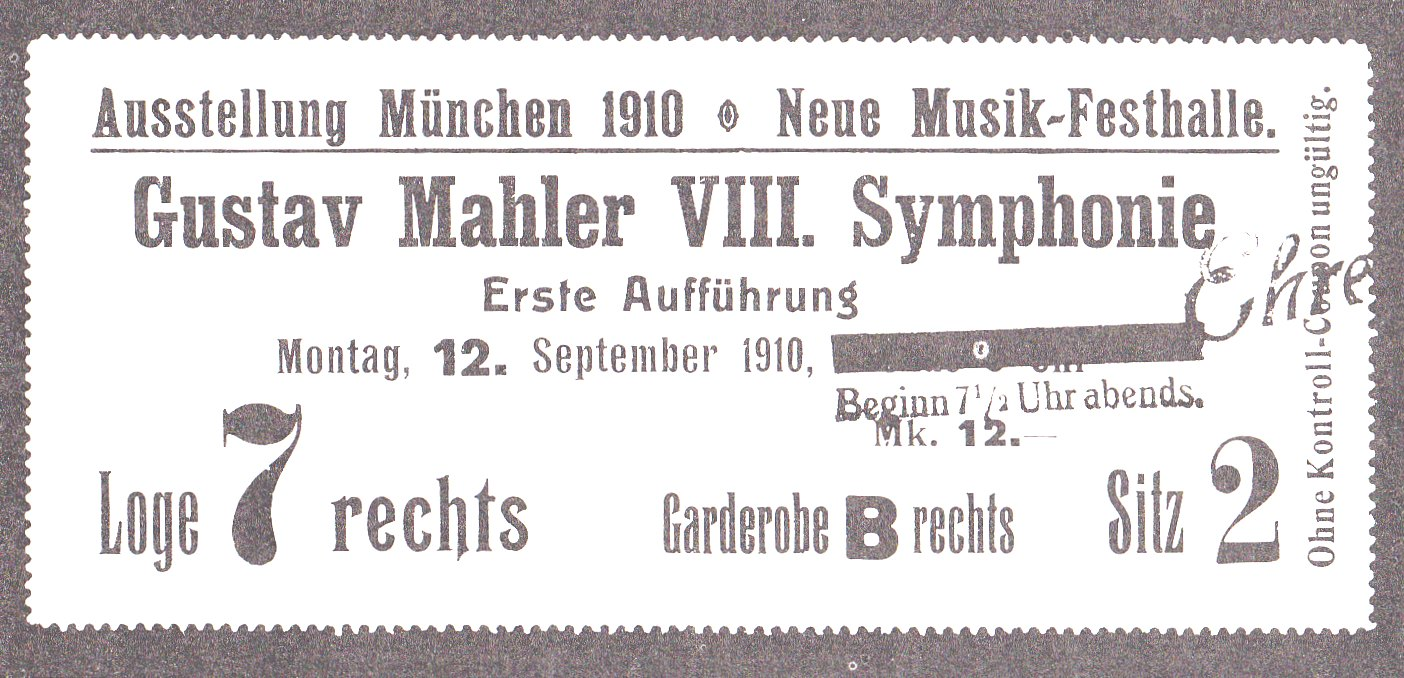
Una entrada para el estreno de la Octava Sinfonía, Múnich, 12 de septiembre de 1910.

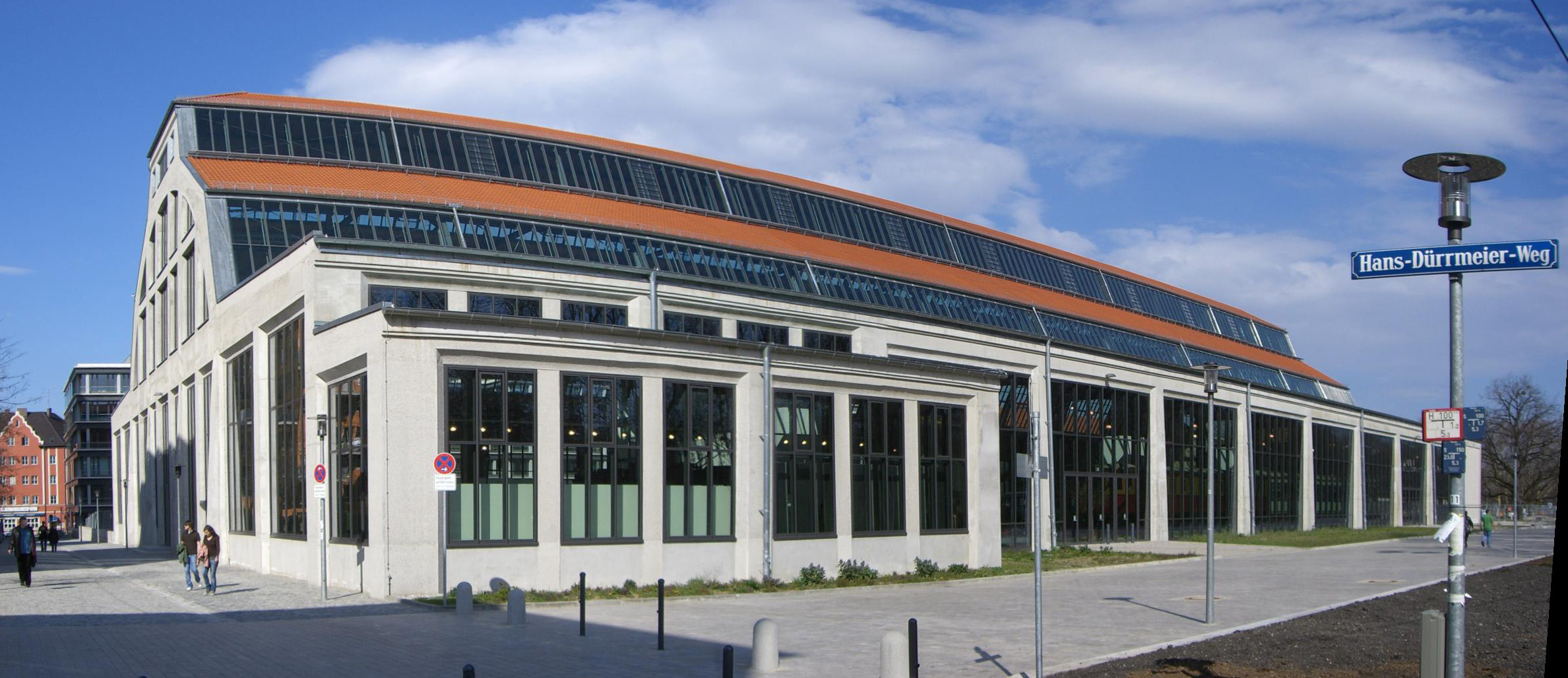
El Neue Musik-Festhalle, donde tuvo lugar el estreno, en la actualidad parte de la sección de transportes del Deutsches Museum. El edificio no fue utilizado para los conciertos del centenario, en octubre de 2010, debido a los problemas logísticos de trasladar las exposiciones del museo del transporte.

Mahler llegó a un acuerdo con el empresario Emil Gutmann para que la sinfonía fuera estrenada en Múnich en otoño de 1910. Pronto lamentó su participación, escribiendo acerca de sus miedos de que Gutmann transformaría la interpretación en «un catastrófico espectáculo de Barnum and Bailey». Los preparativos comenzaron a principios de año, con la selección de coros de agrupaciones corales de Múnich, Leipzig y Viena. La Zentral-Singschule de Múnich contribuyó con trescientos cincuenta estudiantes para el coro de niños. Al mismo tiempo, Bruno Walter, el ayudante de Mahler en el Hofoper de Viena, fue el responsable de la contratación y preparación de los ocho solistas. A lo largo de la primavera y el verano, estos efectivos se preparaban en sus lugares de origen, antes de reunirse en Múnich a principios de septiembre durante tres días de ensayos finales bajo la dirección de Mahler. Su joven ayudante Otto Klemperer remarcó más adelante los muchos pequeños cambios que Mahler hizo a la partitura durante los ensayos: «Él siempre quería más claridad, más y más contraste dinámico. En algún momento durante los ensayos se volvió hacia nosotros y dijo: 'Si, después de mi muerte, algo no suena bien, cambiadlo. Tenéis no sólo el derecho sino también un deber de hacerlo'».
Para el estreno, fijado el 12 de septiembre, Gutmann había alquilado el recién construido Neue Musik-Festhalle, en el recinto ferial internacional de Múnich, cerca de Theresienhöhe (en la actualidad, una sucursal del Deutsches Museum). Esta gran sala tenía una capacidad para tres mil doscientas personas; con el fin de fomentar la venta de entradas y dar más publicidad, Gutmann acuñó el nombre de «Sinfonía de los mil», que se ha mantenido como un subtítulo popular de la sinfonía de Mahler, a pesar de su rechazo. Entre las muchas figuras distinguidas presentes en el estreno, en el que se vendieron todas las entradas, estuvieron los compositores Richard Strauss, Camille Saint-Saëns y Anton Webern, los escritores Thomas Mann y Arthur Schnitzler, y el director de teatro más importante del momento, Max Reinhardt. También entre el público se encontraba el director de orquesta británico Leopold Stokowski, que seis años más tarde dirigiría el estreno de la sinfonía en los Estados Unidos.
Hasta ese momento, las recepciones de las nuevas sinfonías de Mahler habían sido por lo general decepcionantes. Sin embargo, el estreno en Múnich de la Octava Sinfonía fue un triunfo sin precedentes, cuando los acordes finales se apagaron hubo una breve pausa antes del enorme estallido de aplausos que se prolongó durante veinte minutos. De vuelta en su hotel, Mahler recibió una carta de Thomas Mann, que se refirió al compositor como «el hombre que, en mi opinión, expresa el arte de nuestro tiempo en su forma más profunda y sagrada».
La duración de la sinfonía en su primera actuación fue registrada por el crítico y compositor Julius Korngold en ochenta y cinco minutos. Esta actuación fue la última vez que Mahler realizó un estreno de una de sus obras. Ocho meses después de su triunfo en Múnich, moriría a la edad de cincuenta años. Sus obras restantes Das Lied von der Erde («El canto de la tierra»), la Novena y la inacabada Décima Sinfonía, fueron todas estrenadas después de su muerte.

#### Interpretaciones posteriores

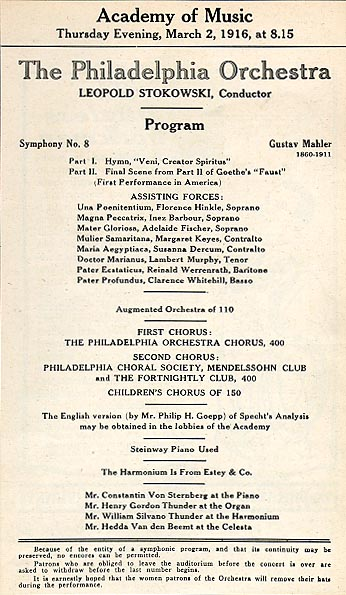
Programa para el estreno en Estados Unidos de la Octava Sinfonía de Mahler, Filadelfia, marzo de 1916.

Al día siguiente del estreno de Múnich, Mahler dirigió la orquesta y coros en una repetición del concierto.
Durante los tres años siguientes, según los cálculos del amigo de Mahler Guido Adler, la Octava Sinfonía recibió un total de veinte actuaciones más en toda Europa. Entre estas se incluyen el estreno en Holanda, en Ámsterdam, bajo la batuta de Willem Mengelberg el 12 de marzo de 1912, y la primera interpretación en Praga, realizada el 20 de marzo de 1912 bajo la dirección del antiguo colega de Mahler en la Hofoper de Viena, Alexander Zemlinsky. La mismísima Viena tuvo que esperar hasta 1918 antes de que la sinfonía fuera escuchada allí. En Estados Unidos, Leopold Stokowski persuadió a la junta de la Orquesta de Filadelfia, inicialmente reacia, a financiar su estreno, que tuvo lugar el 2 de marzo de 1916. La ocasión fue un gran éxito, la sinfonía fue interpretada varias veces más en Filadelfia antes de que la orquesta y coros viajaran a Nueva York, para una serie de actuaciones igualmente bien recibidas en el Metropolitan Opera House.
En el Festival Mahler de Ámsterdam en mayo de 1920, las sinfonías completas de Mahler así como sus ciclos de canciones más importantes fueron presentados a lo largo de nueve conciertos ofrecidos por la Orquesta del Concertgebouw y sus coros, bajo la dirección de Mengelberg. El crítico musical Samuel Langford, que estuvo presente en este acontecimiento, comentó que «no dejamos Ámsterdam envidiando en gran medida la dieta de Mahler primero y cualquier otro compositor después, de los que Mengelberg está formando a los amantes de la música de esa ciudad». El historiador austríaco especializado en música Oscar Bie, impresionado con el festival en su conjunto, escribió posteriormente que la Octava era «más fuerte en su efecto que en importancia y más pura en sus voces que en emoción». Langford comentó que los británicos «no eran muy entusiastas con la música de Mahler», y la Octava Sinfonía no fue interpretada en Reino Unido hasta el 15 de abril de 1930, cuando Henry Joseph Wood la presentó con la Orquesta Sinfónica de la BBC. La obra fue interpretada de nuevo ocho años más tarde por los mismos efectivos; entre los presentes en la audiencia se encontraba el joven compositor Benjamin Britten. Quedó impresionado por la música, pero encontró la interpretación en sí «execrable».
En los años posteriores a la Segunda Guerra Mundial se realizaron una serie de actuaciones notables de la Octava Sinfonía, entre ellas, la retransmisión de Adrian Boult desde el Royal Albert Hall el 10 de febrero de 1948, el estreno japonés por Kazuo Yamada en Tokio en diciembre de 1949 y el estreno en Australia bajo la batuta de Eugene Goossens en 1951. Una interpretación en Carnegie Hall a cargo de Stokowski en 1950 se convirtió en la primera grabación de la sinfonía lanzada al mercado. Tras 1950, el creciente número de interpretaciones y grabaciones significaban que iba creciendo en popularidad, pero no todo eran críticas favorables. Theodor Adorno encontró la pieza débil, «un cascarón simbólico»; esta obra más favorable de Mahler es, en opinión de Adorno, menos exitosa, tanto musical como artísticamente inferior a sus otras sinfonías. El crítico y compositor Robert Simpson, usualmente un defensor de Mahler, comparaba la Parte II con «un océano de desvergonzado kitsch». El biógrafo de Mahler Jonathan Carr encuentra la mayor parte de la sinfonía «suave», desprovista de la tensión y resolución presentes en las otras sinfonías del compositor. Deryck Cooke, por otro lado, compara la Octava de Mahler con la Novena Sinfonía «Coral» de Beethoven. Para Cooke, la de Mahler es «la Sinfonía Coral del siglo XX: como la de Beethoven, pero de manera distinta, nos presenta un ideal [de redención] que estamos todavía lejos de alcanzar, incluso tal vez alejándonos, pero que no podemos abandonar sin perecer».
A finales del siglo XX y ya dentro del XXI, la Octava sinfonía ha sido interpretada en todo el mundo. Una sucesión de estrenos en el Lejano Oriente culminaron en octubre de 2002 en Pekín, cuando Long Yu dirigió la Orquesta Filarmónica China siendo la primera interpretación de la obra en la República Popular China. El festival de las Artes Olímpicas de Sídney, en agosto de 2000, empezó con una interpretación de la Octava por la Orquesta Sinfónica de Sídney bajo su director principal Edo de Waart. La popularidad de la obra y su escala heroica, supusieron que a menudo se usara como pieza para celebraciones: el 15 de marzo de 2008, Yoav Talmi dirigió unos 200 instrumentistas y un coro de 800 personas en una interpretación en la Ciudad de Quebec, para conmemorar el 400.º aniversario de la fundación de la ciudad. En Londres, el 16 de julio de 2010, en el concierto inaugural de los BBC Proms se celebró el 150.º aniversario del nacimiento de Mahler con una interpretación de la Octava, con Jiří Bělohlávek dirigiendo la Orquesta Sinfónica de la BBC. Esta interpretación fue la octava en la historia de los Proms.
En España se estrenó en junio de 1970, bajo la batuta de Rafael Frühbeck de Burgos y la Orquesta Nacional de España en el XIX Festival Internacional de Granada, en el patio del Palacio de Carlos V. El año siguiente los mismos intérpretes la hicieron en Madrid en el que fue el primer ciclo integral de las sinfonías de Mahler (incluyendo la novísima reconstrucción de la Décima por Deryck Cooke) (30 de abril) y en Barcelona, en el Gran Teatro del Liceo en septiembre.
En Colombia, fue estrenada el 15 de octubre de 2011, bajo la batuta de Enrique Diemecke y la Orquesta Filarmónica de Bogotá en el marco del ciclo "Mahler en Bogotá".

## Análisis

### Estructura y forma
Las dos partes de la Octava Sinfonía combinan el texto sagrado del himno en latín del siglo IX Veni Creator Spiritus con el texto laico de los pasajes de clausura del poema dramático Fausto de Goethe, escrito en el siglo XIX. A pesar de las disparidades obvias presentes en esta yuxtaposición, la obra en conjunto expresa una única idea: la redención a través del poder del amor. La elección de estos dos textos no fue arbitraria; Goethe, un poeta que Mahler admiraba, creía que Veni Creator encarnaba los aspectos de su propia filosofía y lo tradujo al alemán en 1820. Una vez se sintió inspirado por la idea del Veni Creator, Mahler pronto vio el poema Fausto como la contraparte ideal al himno latino. La unidad entre las dos partes de la sinfonía se establece, musicalmente, en la medida en que comparten material temático. En particular, las primeras notas del tema Veni Creator (mi bemol→si bemol→la bemol) dominan los clímax de ambas partes; en la culminación de la sinfonía, la glorificación de Goethe de la «feminidad eterna» toma la forma de una coral religiosa.
Al componer la partitura, Mahler abandonó temporalmente los elementos de mayor progresividad tonal que habían aparecido en sus obras tempranas. La tonalidad de la sinfonía es, tratándose de Mahler, inusualmente estable; a pesar de las frecuentes modulaciones a otras tonalidades, la música siempre vuelve a la tonalidad principal de mi bemol mayor. Esta es la primera de sus obras en que elementos identificativos suyos, como cantos de pájaros, marchas militares o danzas austríacas, son casi inexistentes. Aunque los numerosos efectivos corales y orquestales empleados sugieren una obra de un sonido monumental, de acuerdo con el crítico Michael Kennedy «la expresión predominante no es la de torrentes de sonido sino los contrastes entre los sutiles colores tonales y la luminosa calidad de la orquestación».
Para la Parte I, la mayoría de comentaristas aceptan el esquema de forma sonata que fue discernida por los primeros analistas musicales. La estructura de la Parte II es más difícil de resumir, al ser una amalgama de varios géneros. Los analistas, incluyendo a Specht, Cooke y Paul Bekker, han identificado «movimientos» Adagio, Scherzo y Finale dentro del esquema general de la Parte II, aunque otros, incluyendo La Grange y Donald Mitchell, encuentran pocas evidencias para sostener esta división. El musicólogo Ortrun Landemann ha sugerido que el análisis formal de la Parte II, tras la introducción orquestal consiste en una forma sonata sin la recapitulación; por tanto, consta de exposición, desarrollo y conclusión.

### Parte I:Veni Creator Spiritus

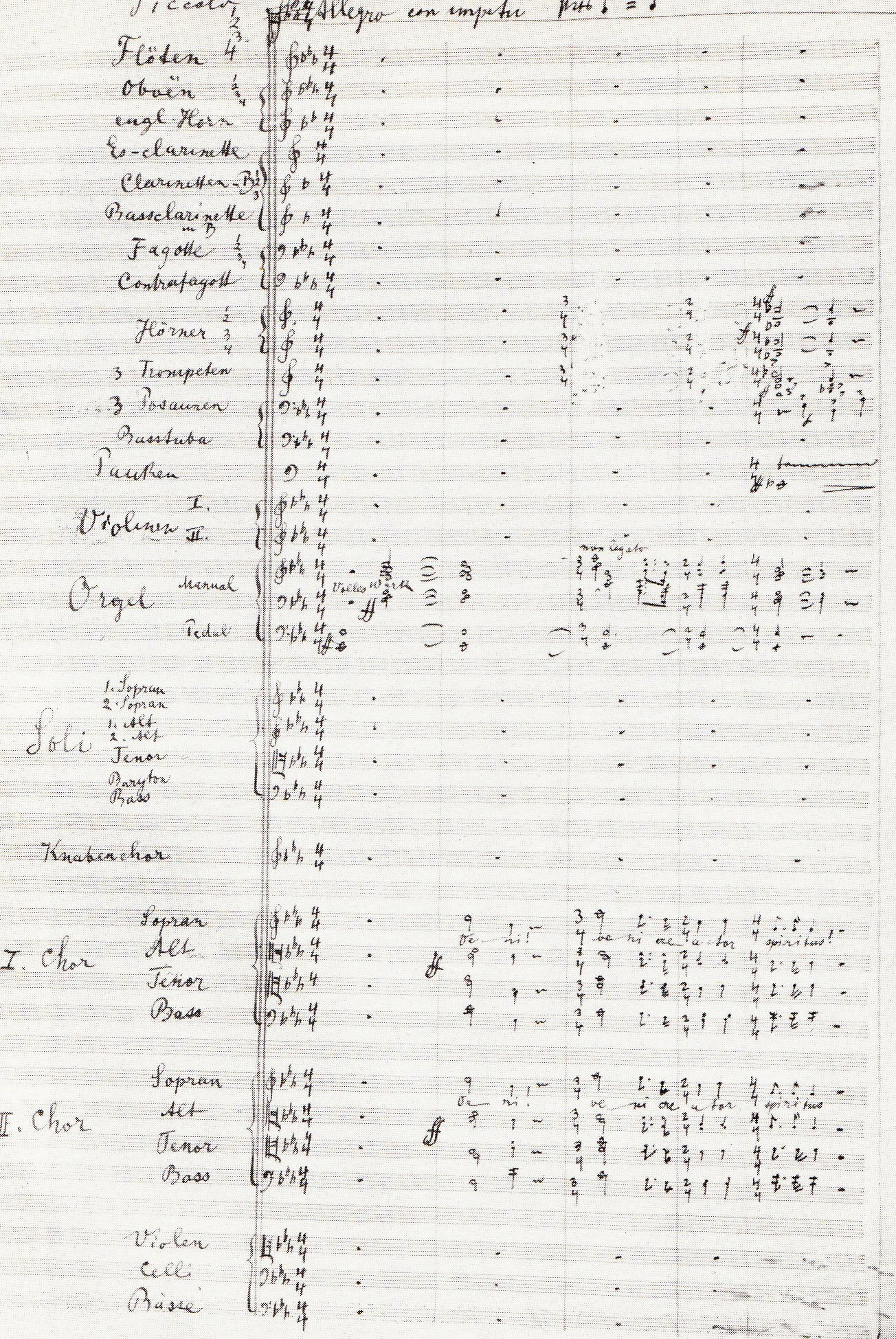
Manuscrito en limpio de Mahler de la primera página de la Octava Sinfonía.

Mitchell compara la Parte I con un motete enorme y argumenta que la clave para su comprensión es leerla como un intento de Mahler de emular la polifonía de los grandes motetes de Johann Sebastian Bach, en especial el titulado Singet dem Herrn ein neues Lied («Cantad al Señor un cántico nuevo»). La sinfonía empieza con un único acorde de tónica en mi bemol, que suena en el órgano, seguido de la entrada de los coros congregados invocando en fortissimo el «Veni, veni Creator Spiritus». Las tres notas del motivo «creator» son inmediatamente interpretadas por los trombones y luego por las trompetas en un tema de marcha que será usado como elemento de unión a lo largo de la obra. Tras su primera declaración declamatoria, los dos coros entablan un diálogo cantado, que termina con una corta transición hacia un extenso pasaje lírico, «Imple superna gratia», una petición para la gracia divina. Aquí, lo que Kennedy denomina «la presencia inconfundible del Mahler del siglo XX» se percibe al introducir la soprano solista un tema meditativo. Pronto se le unen otras voces solistas explorando un nuevo tema para preparar el retorno exuberante de los coros, en un episodio en la bemol en el cual los solistas compiten con los coros.
En la siguiente sección, «Infirma nostri corporis/virtute firmans perpeti» («Infunde en nuestra débil carne la fuerza perpetua»), regresa la tonalidad principal de mi bemol con una variación del tema principal. La sección se interrumpe por un breve interludio orquestal en el que se escuchan las campanas tubulares graves, dándole un tono sombrío a la música. Este nuevo ambiente menos seguro es superado al reanudarse el tema «Infirma nostri corporis», esta vez sin los coros, en un tenue eco en re menor de la invocación inicial. El final de este episodio es proseguido por una transición y una «inolvidable oleada en mi mayor», en el que la totalidad de efectivos corales declama «Accende lumen sensibus» («Ilumina nuestros sentidos»). El primer coro de niños continúa, en un humor alegre, mientras la música reúne fuerza y ritmo. Este pasaje, que está escrito en forma de doble fuga, es de gran dificultad al desarrollarse muchos temas precedentes, con constantes modulaciones (cambios de tonalidad). Todos los efectivos se combinan de nuevo en la recapitulación de la sección «Veni Creator» en una forma abreviada. Un pasaje más tranquilo de recapitulación lleva a una coda orquestal cuando el coro de niños anuncia la doxología «Gloria sit Patri Domino» («Gloria al Padre»). Después de eso, la música cambia de manera rápida y potente hasta alcanzar el clímax, en el cual un conjunto de metales situado fuera del escenario irrumpe con el tema «Accende» mientras la orquesta principal y coros finalizan con una triunfante escala ascendente.

### Parte II: Escena final delFaustode Goethe
La segunda parte de la sinfonía sigue la narración de la última escena del poema de Goethe: el viaje del alma de Fausto, rescatada de las garras de Mefistófeles, en su última ascensión al cielo. La propuesta de Landemann de que el movimiento sigue una estructura de sonata se basa en la división, tras un preludio orquestal, de cinco secciones que él identifica musicalmente como exposición, tres desarrollos episódicos y el final.

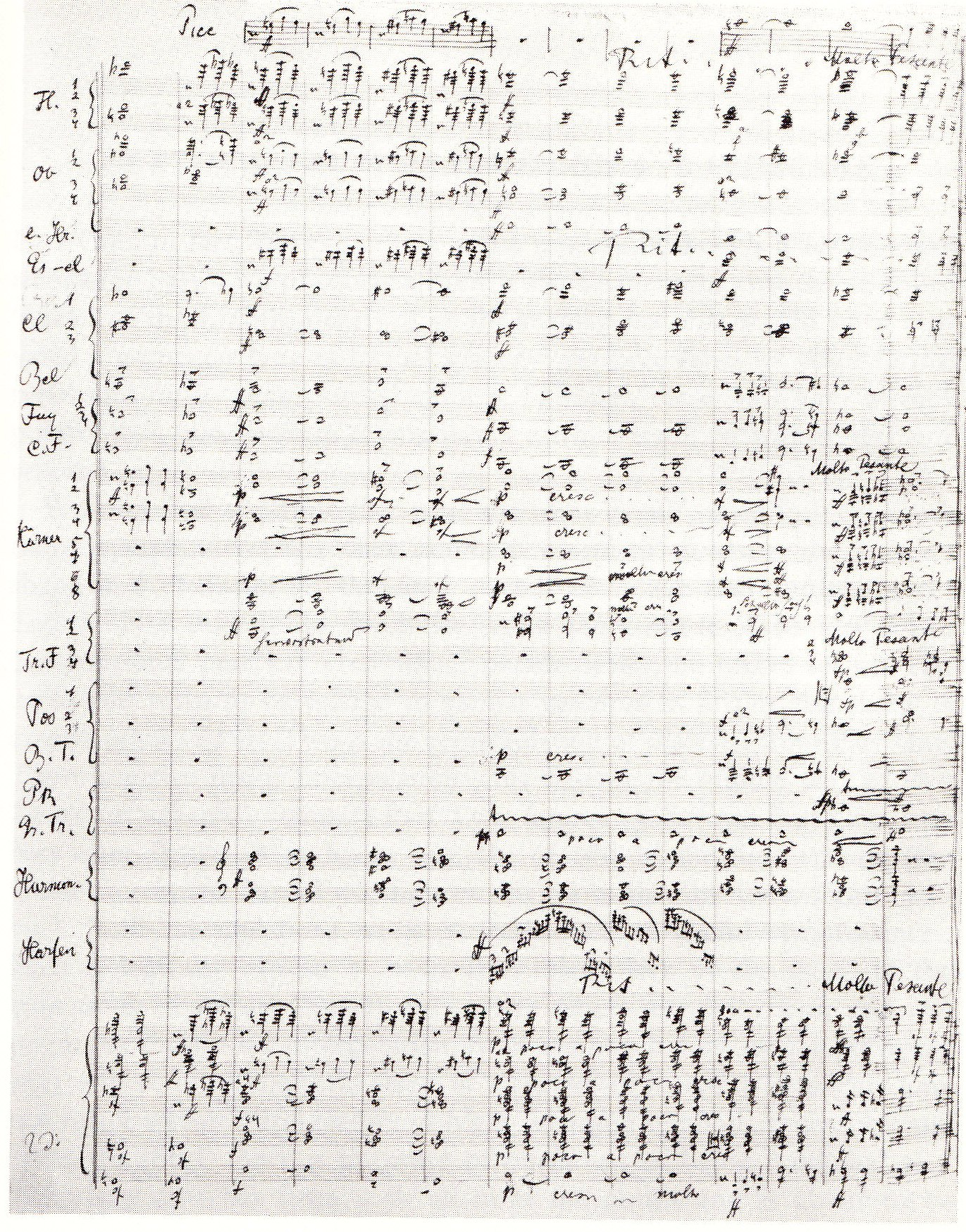
Partitura manuscrita de Mahler para el comienzo del Chorus Mysticus, que da lugar a una triunfante conclusión a la Octava Sinfonía.

El largo preludio orquestal (cientosesenta y seis compases) está en mi bemol menor y, a la manera de una obertura operística, anticipa algunos de los temas que se escucharán más adelante en el movimiento. La exposición se inicia casi en silencio, representando una montaña rocosa y arbolada, morada de varios anacoretas cuyos sonidos se escuchan en un coro destinado a crear una tenue atmósfera completada con susurros y ecos. Un solemne solo de barítono, la voz del Pater Ecstaticus, finaliza calurosamente para dar paso a una modulación al modo mayor cuando las trompetas tocan el tema «Accende» de la Parte I. A continuación, sigue la exigente y dramática aria del bajo, la voz del Pater Profundis, que finaliza su atormentada meditación suplicando la misericordia de Dios en sus pensamientos. Los acordes que se repiten en esta sección recuerdan a Parsifal de Richard Wagner.
La atmósfera se aligera con la entrada de los ángeles y los niños bienaventurados (coros de mujeres y niños) que llevan el alma de Fausto; la música aquí es tal vez una reliquia del Scherzo sobre los «Juegos de Navidad» previsto en el antiguo borrador de la sinfonía en cuatro movimientos. El ambiente es festivo, con gritos triunfales de «Jauchzet auf!» («¡Alegraos!») finalizando la exposición con un postludio que remite a la música «Infirma nostri corporis» de la Parte I.
La primera fase del desarrollo empieza cuando el coro de mujeres de los ángeles jóvenes invocan a la «feliz compañía de niños bienaventurados» que deben llevar al cielo el alma de Fausto. Los niños bienaventurados reciben al alma con alegría; sus voces se unen a la del Doctor Marianus (tenor), quien acompaña a su coral antes de romper en un arrebatado himno en mi mayor dirigido a la Mater Gloriosa, «¡la reina del cielo!». Cuando el aria termina, las voces masculinas del coro hacen eco de las palabras del solista en un fondo orquestal de trémolos de viola, un pasaje calificado por La Grange como «emocionalmente irresistible».
En la segunda parte del desarrollo, la entrada de la Mater Gloriosa se marca con un acorde sostenido en mi mayor del armonio, con arpegios de las arpas tocados sobre una melodía de violín en pianissimo que La Grange etiqueta como el «tema del amor». Después, hay continuas modulaciones mientras el coro de mujeres penitentes solicitan audiencia a la Mater, seguido por los ruegos en solo de Magna Peccatrix, Mulier Samaritana y Maria Aegyptiaca. En estas arias el «tema del amor» se desarrolla aún más y el «tema del Scherzo» asociado con la primera aparición de los ángeles se vuelve a escuchar. Ambos motivos predominan en el trío que continúa con la petición a la Mater de una cuarta penitente, la amante de Fausto antes conocida como Margarita, que ha venido a hacer su súplica por el alma de Fausto. Tras su ruego, un solo de «límpida belleza» en palabras de Kennedy, se abate una atmósfera de reverencia silenciosa. La Mater Gloriosa canta entonces sus dos únicas líneas, en la tonalidad principal de la sinfonía de mi bemol mayor, permitiendo a Margarita que dirija el alma de Fausto hacia el cielo.
El último desarrollo episódico es un solo de estilo hímnico del tenor y el coro, en el cual el Doctor Marianus llama a las penitentes a «alzar la mirada». Continúa con un corto pasaje orquestal, orquestado para un estrafalario grupo de cámara formado por flautín, flauta, armonio, celesta, piano, arpas y un cuarteto de cuerda. Esto sirve de transición para preparar el final, el Chorus Mysticus, que comienza en mi bemol mayor de manera casi imperceptible, lo que Mahler escribe con la siguiente notación Wie ein Hauch, «como un soplo». El sonido aumenta gradualmente en un crescendo, mientras las voces solistas se unen o contrastan con los coros. Cuando el clímax se acerca, muchos temas son repetidos: el «tema del amor», la canción de Margarita, el «Accende» de la Parte I. Finalmente, mientras el coro concluye con «El eterno femenino nos llevará hacia el cielo», la sección de metales situada fuera del escenario reaparece con un último tributo al motivo Veni Creator, para acabar la sinfonía con una triunfante fanfarria.

## Ediciones de la obra
En la actualidad, sólo se sabe que exista una partitura autógrafa de la Octava Sinfonía de Mahler. Estuvo en poder de Alma Mahler y hoy en día se conserva en los archivos de la Biblioteca Estatal de Baviera, en Múnich. En 1906, Mahler firmó un contrato con la compañía editorial vienesa Universal Edition (UE), que, por tanto, se convirtió en la principal editora de todas sus obras. UE publicó en 1912 la partitura orquestal de la Octava Sinfonía. Una versión rusa, publicada en Moscú por Izdatel'stvo Muzyka en 1976, fue reeditada en Estados Unidos por Dover Publications en 1989, con textos y notas en inglés. La International Gustav Mahler Society, fundada en 1955, tiene como principal objetivo la producción de una edición crítica completa de todas sus obras. A fecha de 2010, la edición crítica de la Octava sigue siendo un proyecto de futuro.

## Grabaciones
La interpretación de Adrian Boult de 1948 con la Orquesta Sinfónica de la BBC fue grabada por la BBC, pero no fue lanzada al mercado hasta 2009, cuando estuvo disponible en formato MP3. La primera grabación publicada de la sinfonía completa fue la interpretación de Leopold Stokowski el día 9 de abril de 1950 en el Carnegie Hall con la Orquesta Filarmónica de Nueva York y varios coros conjuntos de dicha ciudad. Casi dos años antes, en julio de 1948, el compositor de origen húngaro Eugene Ormandy grabó el movimiento «Veni Creator Spiritus» en el Hollywood Bowl. Desde la versión de Stokowski, se han realizado al menos setenta grabaciones de la sinfonía por algunas de las mejores orquestas y cantantes del mundo, la mayoría en directo por la dificultad de alojar la numerosa plantilla en un estudio de grabación.
A pesar de la abundancia de grabaciones, se evidencia la dificultad que para la ingeniería sonora supone llevar al disco esta obra. La búsqueda de un sonido óptimo ha sido muchas veces criterio preferente para seleccionar los registros. Clásica durante décadas ha sido la grabación de estudio de Rafael Kubelik con los conjuntos de la Radio de Baviera. Leonard Bernstein con la Orquesta Filarmónica de Viena ofrece una apasionada lectura en directo, recogida tanto en CD como en DVD. Georg Solti, que en otras sinfonías de Mahler puede despertar críticas dispares, grabó con la Orquesta Sinfónica de Chicago un registro brioso de sonido muy nítido y gran prestación orquestal. Eliahu Inbal, con la Orquesta Sinfónia de la Radio de Frankfurt grabó un registro de sonido cristaliano, metal redondo y concepción sobria, con tintes místicos.
El director Gustavo Dudamel realizó un ciclo de sinfonías de Mahler en Caracas, Venezuela, con las fuerzas combinadas de la Orquesta Sinfónica Simón Bolívar y la Orquesta Filarmónica de Los Ángeles grabadando una de las mejores interpretaciones de la octava sinfonía de Mahler exclusivamente por la Deutsche Grammophon en 2012. Con la participación del Coro Sinfónico de Venezuela y los solistas: Kiera Duffy, Manuela Uhl, Gulianna Di Giacomo, Anna Larsson, Charlotte Hellekant, Burkhard Fritz, Brian Mulligan y Alexander Vinogradov.
La cadena estatal Televisión Nacional de Chile (TVN), en su señal cultural NTV, grabó el registro de la Octava Sinfonía de Gustav Mahler, interpretada por primera vez en Chile en enero de 2023 en el Teatro Caupolicán por unos 600 miembros actuales e históricos de la Fundación de Orquestas Juveniles e Infantiles de Chile (FOJI). El registro audiovisual lo emitió NTV a inicios de abril de 2023.